# Титан IIIC
Титан IIIС (на английски: Titan IIIС) е американска тристепенна ракета-носител. Трета ракета-носител от подсемейството Титан III.

## Предназначение
Титан IIIС е проектирана на базата на ракетата Титан IIIA с добавени твърдогоривни бустери за увеличаване на стартовата, а оттам и допустимата максимална маса на полезния товар. Твърдогоривните бустери, които са разработени за Tитан IIIC представляват значителен напредък в сравнение с предишните ракети с твърдо гориво, основно поради големия им размер и тяга, както и техните напреднали векторни системи за контрол на тягата. Като трета степен е използван ускорителен блок Транстейдж (на английски: Transtage). Системата за управление на Титан IIIC е усъвършенствана и използва електроника Delco VI IMU с много по-добри параметри от тези на IBM ASC-15 използвана в по-ранните модификации на Титан III. Основното предназначение на тази ракета е да извежда на околоземна орбита пилотирани летателни апарати - ракетоплан Х-20 и космически кораб Джемини - В, част от отменените програми X-20 Dyna-Soar и Пилотирана орбитална лаборатория. След закриването на споменатите програми, Титан IIIС е използван за извеждане на разузнавателни и комуникационни сателити, основно на USN. Ракетата - носител стартира от космодрума Кейп Канаверал, Флорида, за разлика от нейния събрат Титан IIID, който е изстрелван от авиобазата Ванденберг, Калифорния. До 1988 г. Титан ІІІС е най-големият носител, използван от USAF, докато се появява по-мощната ракета Титан IV.

## Спецификация

### Нулева степен
- Двигатели: 2 x UA1205
- Тяга: 5849 kN
- Специфичен импулс: 263 секунди
- Време за работа: 115 секунди
- Гориво: твърдо

### Първа степен
- Двигатели: 2 x LR87-11
- Тяга: 2340 kN
- Специфичен импулс: 302 секунди
- Време за работа: 147 секунди
- Гориво: аерозин 50
- Окислител: диазотен тетраоксид

### Втора степен
- Двигател: LR91-11
- Тяга: 454 kN
- Специфичен импулс: 316 секунди
- Време за работа: 205 секунди
- Гориво: аерозин 50
- Окислител: диазотен тетраоксид

### Трета степен –Транстейдж
- Двигатели: 2 х AJ-10-138
- Тяга: 71,2 kN
- Специфичен импулс: 319 секунди
- Време за работа: 440 секунди
- Гориво: аерозин 50
- Окислител: диазотен тетраоксид